# Люрлинг, Антони
Антониус Петрус Люринг (нидерл. Anthonius Petrus Lurling ; родился 22 апреля 1977 года, Тилбург, Нидерланды) — нидерландский футболист, выступающий на позиции нападающего. Экс-игрок молодёжной сборной Нидерландов.

## Карьера
Антони родился в городе Тилбурге. Он стал заниматься в молодёжном составе клуба «Хертогстад», а затем перешел в клуб Ден Босх. Пройдя молодёжную команду, стал выступать за основную команду клуба. Он играл за клуб в течение пяти лет, и сыграл 135 игр и забил 56 голов. В 1999 году он перешел в «Херенвен», за который играл три сезона, и перешел в «Фейеноорд».